# Légion (Marvel Comics)
Pour les articles homonymes, voir Haller et Légion.
David Haller, alias Légion (Legion) est un anti-héros évoluant dans l'univers Marvel de la maison d'édition Marvel Comics. Créé par le scénariste Chris Claremont et le dessinateur Bill Sienkiewicz, le personnage de fiction apparaît pour la première fois dans le comic book Les Nouveaux Mutants #25 en août 1985.
Légion est le fils du Professeur Xavier. C'est un mutant affecté de personnalités multiples. 
Le nom « Légion » est vraisemblablement inspiré du récit biblique de Marc 5:1-13 où Jésus délivra un homme possédé par plusieurs démons. À la demande de son nom, le démon répondit : « Légion est mon nom..., car nous sommes nombreux ».

## Biographie du personnage

### Origines
David Charles Haller est le fils de Charles Xavier et de Gabrielle Haller. Il est habité par des personnalités multiples contrôlant chacune l'un de ses pouvoirs (télépathie, télékinésie, pyrokinésie).
C'est à cause de lui que se sont déclenchés les évènements qui ont mené à l’Ère d'Apocalypse : il a remonté le temps pour tenter de tuer Magneto, mais c'est le professeur X qui reçut la balle.

### Le retour de la Légion
Récemment[Quand ?], Légion est revenu d'entre les morts — après avoir été tué de la main de Lucas Bishop. Il disposait de centaines de personnalités, chacune possédant un pouvoir spécifique ; il est désormais un mutant Omega, c'est-à-dire au potentiel illimité. Ses nouveaux pouvoirs comportaient entre autres la super-vitesse, la lycanthropie...
Il a été neutralisé par les Nouveaux Mutants et examiné par le Docteur Némésis. Celui-ci s'est rendu compte que David était capable d'activer des mutations, ce qui permettrait de réactiver le gène X des mutants ayant perdu leurs pouvoirs lors du M-Day. Aidé de Malicia, Madison Jeffries et Danger, il isole les personnalités de Légion dans ce but.

## Pouvoirs et capacités
Légion est un mutant de niveau Oméga dont l'esprit est affecté par des personnalités multiples. La première, Jemail, est l'esprit d'un terroriste qui a été initialement absorbé. Selon Karma, ce phénomène d'absorption de personnalités se produit lorsque David se trouve à côté de personnes mourantes ou par l'utilisation de ses pouvoirs psychiques comme la télépathie. Deux de ses autres facettes, Jack Wayne et Cyndi, se sont ensuite manifestées. 
Les pouvoirs de Légion sont généralement associés à ses différentes personnalités. L'ensemble de ses pouvoirs issus de toutes ses personnalités font de lui l'un des mutants les plus puissants de l'univers Marvel. Sa capacité de télépathie s'est révélé à travers la personnalité de Jemail Karami, la télékinésie grâce à la personnalité de Jack Wayne, la pyrokinésie à travers la personnalité de Cyndi, et la téléportation par une autre personnalité inconnue. Apparemment, la personnalité de base de Légion a finalement pris le contrôle total de l'ensemble de ses pouvoirs, et il manifeste des capacités psioniques après avoir voyagé dans le temps. 
Au sein des Nouveaux Mutants, Légion est représenté comme habité par des milliers de personnalités, chacune avec sa propre capacité surhumaine. Certains de ses pouvoirs ont des incidences physiques, comme la lycanthropie. Selon Rocket, c'est une nouvelle partie de son pouvoir. 
Certains de ses autres pouvoirs comprennent la super-vitesse, le vol, la vision à rayons X, l'absorption de chaleur, la force surhumaine et le contrôle de la matière sonore des cris. Le Dr Nemesis révèle que Légion, du fait que son esprit est devenu tellement fracturé en raison de ses nombreuses personnalités, a instinctivement créé une poupée, nommée Moira ; lorsque l'on s'empare de la personnalité de la poupée, on contrôle son corps.

## Apparitions dans d'autres médias

### Télévision

#### Série d'animation
Légion apparaît dans l'épisode Sins of the Sons de la série d'animation X-Men: Evolution (2000-2003), doublé par Kyle Labine. 
Légion reste pratiquement inchangé, même si David Haller est un garçon assez normal, sans pouvoirs mutants visibles. Dans l'épisode, David semble être enlevé par un Écossais goth / punk nommé Lucas, mais en réalité, Lucas n'est qu'une seconde personnalité de David. En effet, il possède plusieurs personnalités et change d'apparence selon la personnalité qui domine son corps. Les changements ont parfois lieu de manière aléatoire. Le mécanisme derrière cette capacité n'est jamais bien expliqué. Il possède peut-être véritablement le pouvoir de changer d'aspect, mais il est aussi possible qu'il utilise ses pouvoirs psioniques pour modifier la perception qu'ont les gens de son apparence.
Deux de ses apparences sont parfois apparues dans deux endroits à la fois, ce qui soutient la théorie de la perception modifiée par ses pouvoirs. Seules trois personnalités ont été présentées. Lui-même n'a pas de pouvoir, mais sa seconde personnalité, Lucas, possède des pouvoirs télépathiques, télékinétiques et pyrokinétiques. Ian, la troisième personnalité, est un jeune garçon muet qui peut également créer le feu. Comme Lucas est montré capable à la fois de pouvoirs télépathiques et pyrokinétiques, il est possible que le personnage de Lucas puisse avoir accès aux compétences des autres personnalités (en supposant que d'autres personnalités que ces trois existent). Lucas a attiré le Professeur Xavier en Écosse et l'a forcé à faire disparaître les autres personnalités présentes dans son corps. Ainsi, Lucas a réussi à être la seule personnalité dominante. Il n'a jamais été expliqué quels étaient les objectifs de Lucas après ces événements, car le dessin animé a été arrêté.

#### Série télévisée
Haller est interprété par Dan Stevens dans la série télévisée Legion, créée par Noah Hawley et diffusée sur FX entre 2017 et 2019. L'histoire est légèrement modifiée et décrit dès le premier épisode le sombre chemin qui amène David Haller de l'enfance à l'âge adulte jusqu'à un institut où il est traité pour schizophrénie et une tentative de suicide. Il y fait la rencontre d'une jeune femme Syd Barrett (interprétée par Rachel Keller) dont il tombe amoureux. David Haller s'échappe de l'institut avant de tomber aux mains d'une section secrète du gouvernement qui tente sans succès de l'interroger pour en apprendre plus sur son cas, le contrôler peut être. Mais David Haller est secouru par un groupe de mutants à la tête duquel Melanie Bird (interprétée par Jean Smart) lui offre une place dans son refuge. Alors qu'enfin David Haller fait le lien entre les manifestations de ses pouvoirs et le mauvais diagnostic de sa maladie mentale, certaines de ses visions s'intensifient pour libérer la première des personnalités néfastes de notre héros : un être sombre, manipulateur et inquiétant possédant plusieurs visages, en fait l'esprit d'Amahl Farouk, le Roi d'Ombre, un puissant télépathe qui s'est réfugié dans l'esprit de David alors bébé après un affrontement contre son père biologique, Charles Xavier. Après avoir réussi à se libérer de Farouk, David commence à maîtriser ses immenses pouvoirs (télépathie, télékinésie, téléportation) et jure la mort de celui qui l'a hanté durant des années, mais Farouk s'avère être fin manipulateur et retourne ses alliés contre lui en affirmant avoir eu la visite de Syd venue d'un futur détruit par un David devenu fou.
Dans l'épisode Chapitre 18, le David Haller de la Terre-616 apparait (encore sous les traits de Dan Stevens), voyant les événements de la série à travers une boule de cristal.